# Barleeiidae
Famille
Les Barleeiidae sont une famille de mollusques de la classe des gastéropodes et de l'ordre des Littorinimorpha. 

## Liste des genres
Selon World Register of Marine Species (30 octobre 2017) :
- genre Ansola Slavoschevskaya, 1975
- genre Barleeia W. Clark, 1853
- genre Caelatura Conrad, 1865
- genre Fictonoba Ponder, 1967
- genre Ketosia Dos Santos & Absalão, 2006
- genre Lirobarleeia Ponder, 1983
- genre Protobarleeia Ponder, 1983
- genre Pseudodiala Ponder, 1967
- genre Tropidorissoia Tomlin & Shackleford, 1915